# Sils Maria (film)

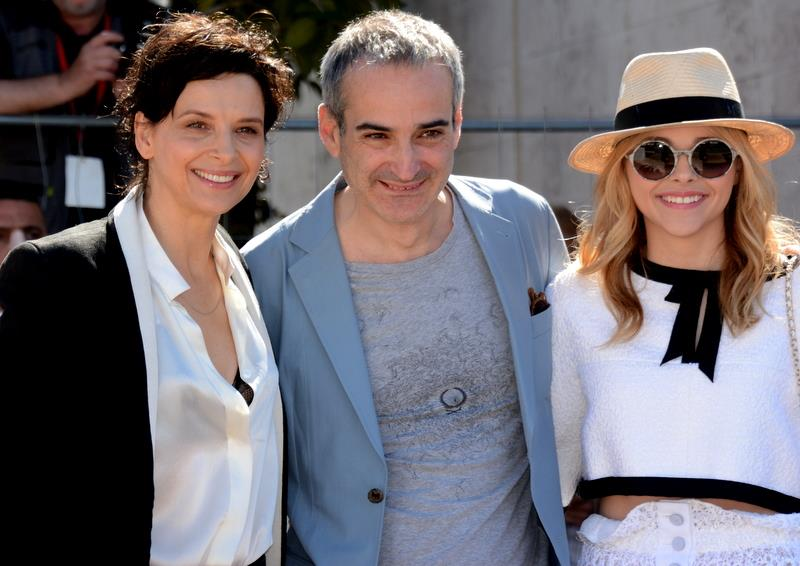
Juliette Binoche, Olivier Assayas i Chloë Moretz podczas premiery filmu na 67. MFF w Cannes (2014)

Sils Maria (ang. Clouds of Sils Maria) – francusko-niemiecko-szwajcarski film dramatyczny z 2014 roku w reżyserii i według scenariusza Oliviera Assayasa.
Światowa premiera filmu miała miejsce 23 maja 2014 podczas 67. MFF w Cannes, w ramach którego obraz brał udział w konkursie głównym. Polska premiera filmu miała miejsce 24 lipca tego samego roku, w ramach Festiwalu Filmowego Nowe Horyzonty.

## Opis fabuły
Popularna aktorka Maria Enders, jest u szczytu sławy. Wraz z lojalną asystentką Valentine jedzie do alpejskiej miejscowości Sils Maria, gdzie mieszka jej przyjaciel, uznany reżyser. Podczas podróży pociągiem, kobiety dowiadują się od żony reżysera o jego śmierci. Maria zadebiutowała jako nastolatka w sztuce przyjaciela pt. Węże Maloja, grając młodą kobietę perfidnie wykorzystującą starszą szefową, z którą łączył ją romans. Wkrótce potem, aktorka stała się światową gwiazdą. Po pogrzebie, do kobiet zgłasza się młody reżyser, który pragnie zrealizować kontynuację filmu z Marią w roli starszej kobiety. Aktorka zgadza się, by wkrótce rozpocząć czytanie scenariusza z Valentine. Doświadczenie to zbliży do siebie obie kobiety.

## Obsada
- Juliette Binoche jako Maria Enders
- Kristen Stewart jako Valentine
- Chloë Grace Moretz jako Jo-Ann Ellis
- Johnny Flynn jako Christopher Giles
- Lars Eidinger jako Klaus Diesterweg
- Hanns Zischler jako Henryk Wald
- Brady Corbet jako Piers Roaldson
- Aljoscha Stadelmann jako Urs Kobler
- Benoit Peverelli jako Berndt
- Luise Berndt jako Nelly
- Angela Winkler jako Rosa Melchior

## Nagrody i nominacje
67. MFF w Cannes
- nominacja: Złota Palma − Olivier Assayas

40. ceremonia wręczenia Cezarów
- nagroda: najlepsza aktorka drugoplanowa − Kristen Stewart
- nominacja: najlepszy film − Olivier Assayas i Charles Gillibert
- nominacja: najlepszy reżyser − Olivier Assayas
- nominacja: najlepszy scenariusz oryginalny − Olivier Assayas
- nominacja: najlepsza aktorka − Juliette Binoche
- nominacja: najlepsze zdjęcia − Yorick Le Saux